# Делькин, Валерий Константинович
Валерий Константинович Делькин (20 мая 1941 — 27 февраля 2000) — бригадир слесарей-электромонтажников военно-строительной организации министерства обороны СССР, в Коломне, Московской области, Герой Социалистического Труда (1985).

## Биография
Родился 20 мая 1941 года в селе Золотая Гора Зейского района Амурской области в семье служащего. Завершив обучение в восьмом классе, поступил на работу в п/я 85 в городе Благовещенск-12 и продолжал получать образование. Успешно окончил курсы при министерстве обороны СССР.
С августа 1960 по 1995 годы трудился в военно-строительной организации министерства обороны СССР. Работал электромонтажником, слесарем контрольно-измерительных приборов и автоматики сложнейших инженерных систем и оборудования. Трудился на многих специальных объектах страны и стран Варшавского договора. С 1974 года жил и работал в Коломне Московской области.
Закрытым Указом Президиума Верховного Совета СССР от 22 июля 1985 года Валерию Константиновичу Делькину было присвоено звание Героя Социалистического Труда с вручением ордена Ленина и золотой медали «Серп и Молот».
С 1995 года находился на пенсии.
Проживал в Коломне. Умер 27 февраля 2000 года. Похоронен на кладбище №2 в Коломне.

## Награды
За трудовые успехи удостоен:
- золотая звезда «Серп и Молот» (22.07.1985),
- орден Ленина (22.07.1985),
- Орден Трудового Красного Знамени (10.03.1976),
- другие медали.